# Prvenstvo Ljubljanskog nogometnog podsaveza 1928./29.
Prvenstvo Ljubljanskog podsaveza za sezonu 1928./29 bilo je deveto nogometno natjecanje u organizaciji Ljubljanskog nogometnog podsaveza.

## Novosti
U ljubljanskoj skupini se tijekom sezone 1928./29. ponovno natjecalo pet momčadi. Za naslov su se borili Primorje i Ilirija, za opstanak Slovan i Jadran, a sredinu tablice zauzeo je Hermes. U zadnjem kolu prvo je Ilirija na domaćem terenu dočekala Primorje, a sljedeći tjedan okršali su se Hermes i Slovan. U velikom ljubljanskom derbiju Ilirija, za koju su tada igrali Kreč, Verovšek, Strehovec, Pleš, Zupančič, Jenko, Rihar, Berglez, Oman, Dramičanin i Doberlet, prijeko je trebala pobjedu pred 3500 gledatelja, ali nije bila dorasla Primorju koje je predvođeno Adolfom Ermanom, Emilom Uršičem te kapetanom i bivšim igrašem Ilirije Vladimirom Vrhovnikom, pobijedilo s 4:1. Idućeg tjedna je Hermes, na veliku radost Jadrana, preokrenuo rezultat i pobijedio Slovan koji je ispao u drugi rang natjecanja. 

U celjskoj skupini, u kojoj su opet bila samo dva kluba, slavilo je Celje, dok je u mariborskoj skupini slavio Maribor koji je u polufinalu svladao Celje. Ovog puta finale je igrano u dva navrata. Primorje je postalo prvak sveukupno savladavši Maribor 12:7.

S drugim ostvarenim naslovom Primorje se u prednatjecanju za državno prvenstvo suprotstavilo Građanskom, koji je na teren Primorja okupio 2500 gledatelja, no domaća momčad nije bila dorasla renomiranom suparniku i izgubila 1:3. U uzvratu u Zagrebu Građanski je dobio 4:0, nakon što je sva četiri pogotka postigao Slavin Cindrić. 

U međuvremenu se počeo razvijati nogometni život u pokrajini, gdje su drugu godinu zaredom u posebnom natjecanju nastupili Elan iz Novog Mesta, Disk iz Domžala, Slivnica iz Cerknice i Javornik iz Rakeka. Potonja dva su se tijekom proljeća spojila, dok je Disk odustao od natjecanja.

## Grupne lige

### Ljubljana
| \| mj. \| klub \| ut. \| pob. \| ner. \| por. \| gol+ \| gol- \| bod \| \| --- \| -------- \| --- \| ---- \| ---- \| ---- \| ---- \| ---- \| --- \| \| 1. \| Primorje \| 8 \| 8 \| 0 \| 0 \| 45 \| 7 \| 16 \| \| 2. \| Ilirija \| 8 \| 6 \| 0 \| 2 \| 43 \| 12 \| 12 \| \| 3. \| Hermes \| 8 \| 4 \| 0 \| 4 \| 18 \| 32 \| 8 \| \| 4. \| Jadran \| 8 \| 1 \| 0 \| 7 \| 9 \| 37 \| 2 \| \| 5. \| Slovan \| 8 \| 1 \| 0 \| 7 \| 7 \| 34 \| 2 \| - Primorje ide u završnicu prvenstva | Rezultati: 23. 9. 1928. Ilirija – Hermes 6:2 30. 9. 1928. Primorje – Hermes 6:0, Ilirija – Slovan 5:0 7. 10. 1928. Hermes – Jadran 4:1, Primorje – Slovan 4:0 14. 10. 1928. Primorje – Ilirija 5:4 21. 10. 1928. Hermes – Slovan 6:0 28. 10. 1928. Primorje – Jadran 6:1 11. 11. 1928. Jadran – Slovan 4:1 18. 11. 1928. Ilirija – Jadran 11:0 24. 3. 1929. Ilirija – Jadran 3:0 (pf) 25. 3. 1929. Primorje – Slovan 3:1 7. 4. 1929. Ilirija – Slovan 9:1, Hermes – Jadran 4:2 14. 4. 1929. Primorje – Hermes 12:0, Slovan – Jadran 3:1 21. 4. 1929. Ilirija – Hermes 4:0, Primorje – Jadran 5:0 28. 4. 1929. Primorje – Ilirija 4:1 5. 5. 1929. Hermes – Slovan 2:1 |     |      |      |      |      |      |     |
| mj. | klub | ut. | pob. | ner. | por. | gol+ | gol- | bod |
| 1. | Primorje | 8   | 8    | 0    | 0    | 45   | 7    | 16  |
| 2. | Ilirija | 8   | 6    | 0    | 2    | 43   | 12   | 12  |
| 3. | Hermes | 8   | 4    | 0    | 4    | 18   | 32   | 8   |
| 4. | Jadran | 8   | 1    | 0    | 7    | 9    | 37   | 2   |
| 5. | Slovan | 8   | 1    | 0    | 7    | 7    | 34   | 2   |

### Celje
| Prva momčad     |                | Druga momčad   | 1. utakmica   | 2. utakmica  |
| Grad Celje      | Grad Celje     | Grad Celje     | 30. 10. 1928. | 24. 3. 1929. |
| --------------- | -------------- | -------------- | ------------- | ------------ |
| SK Celje        | –              | Athletik Celje | 3:2           | 3:0 (pf)     |
| Finale okružja  | Finale okružja | Finale okružja | 7. 4. 1929.   | 14. 4. 1929. |
| Amater Trbovlje | –              | SK Celje       | 2:7           | 1:5          |

- SK Celje ide u završnicu prvenstva

### Maribor
| \| mj. \| klub \| ut. \| pob. \| ner. \| por. \| gol+ \| gol- \| bod \| \| --- \| -------------- \| ------------------------------------- \| ------------------------------------- \| ------------------------------------- \| ------------------------------------- \| ------------------------------------- \| ------------------------------------- \| ------------------------------------- \| \| 1. \| 1. SSK Maribor \| 6 \| 6 \| 0 \| 0 \| 29 \| 6 \| 12 \| \| 2. \| Rapid \| 6 \| 4 \| 0 \| 2 \| 26 \| 5 \| 8 \| \| 3. \| Železničar \| 6 \| 2 \| 0 \| 4 \| 16 \| 16 \| 4 \| \| 4. \| Svoboda \| 6 \| 0 \| 0 \| 6 \| 5 \| 49 \| 0 \| \| \| SK Ptuj \| SK Ptuj je istupio tijekom polusezone \| SK Ptuj je istupio tijekom polusezone \| SK Ptuj je istupio tijekom polusezone \| SK Ptuj je istupio tijekom polusezone \| SK Ptuj je istupio tijekom polusezone \| SK Ptuj je istupio tijekom polusezone \| SK Ptuj je istupio tijekom polusezone \| - 1. SSK Maribor ide u završnicu prvenstva | Rezultati: 7. 10. 1928. Železničar – Svoboda 3:0 28. 10. 1928. Maribor – Železničar 6:1 4. 11. 1928. Rapid – Svoboda 9:0 11. 11. 1928. Maribor – Rapid 1:0 18. 11. 1928. Maribor – Svoboda 9:0, Rapid – Železničar 3:2 24. 3. 1929. Maribor – Svoboda 7:4, Rapid – Železničar 2:0 7. 4. 1929. Maribor – Železničar 5:1, Rapid – Svoboda 12:1 14. 4. 1929. Maribor – Rapid 1:0 28. 4. 1929. Železničar – Svoboda 9:0 |                                       |                                       |                                       |                                       |                                       |                                       |                                       |
| mj. | klub | ut.                                   | pob.                                  | ner.                                  | por.                                  | gol+                                  | gol-                                  | bod                                   |
| 1. | 1. SSK Maribor | 6                                     | 6                                     | 0                                     | 0                                     | 29                                    | 6                                     | 12                                    |
| 2. | Rapid | 6                                     | 4                                     | 0                                     | 2                                     | 26                                    | 5                                     | 8                                     |
| 3. | Železničar | 6                                     | 2                                     | 0                                     | 4                                     | 16                                    | 16                                    | 4                                     |
| 4. | Svoboda | 6                                     | 0                                     | 0                                     | 6                                     | 5                                     | 49                                    | 0                                     |
| | SK Ptuj | SK Ptuj je istupio tijekom polusezone | SK Ptuj je istupio tijekom polusezone | SK Ptuj je istupio tijekom polusezone | SK Ptuj je istupio tijekom polusezone | SK Ptuj je istupio tijekom polusezone | SK Ptuj je istupio tijekom polusezone | SK Ptuj je istupio tijekom polusezone |

## Završnica prvenstva
| Prva momčad                 | Ukupno                      | Druga momčad                | 1. utakmica  | 2. utakmica  |
| Finale za prvaka provincije | Finale za prvaka provincije | Finale za prvaka provincije | 21. 4. 1929. | 28. 4. 1929. |
| --------------------------- | --------------------------- | --------------------------- | ------------ | ------------ |
| SK Celje                    | 4:7                         | 1. SSK Maribor              | 1:3          | 3:4          |
| Finale za prvaka LJNP-a     | Finale za prvaka LJNP-a     | Finale za prvaka LJNP-a     | 5. 5. 1929.  | 12. 5. 1929. |
| 1. SSK Maribor              | 7:12                        | Primorje Ljubljana          | 3:7          | 4:5          |

- Primorje iz Ljubljane postalo je prvak podsaveza i kvalificiralo se za prednatjecanje za prvenstvo Jugoslavije u nogometu 1929.

## Poveznice
- Ljubljanski nogometni podsavez
- Prvenstvo Jugoslavije u nogometu 1929.
- Prednatjecanje za prvenstvo Jugoslavije u nogometu 1929.

## Vanjske poveznice
- Zgodovina nogometa v Kraljevini SHS/Jugoslaviji in v času okupacije
- Zbornik Medobčinske nogometne zveze Ljubljana 1920–2020
- RSSSF
- exYUfudbal
- claudionicoletti.eu